# آهو (کارولینای شمالی)
اهو، شمال کالیفرنا (به انگلیسی: Aho, North Carolina) یک منطقهٔ مسکونی در ایالات متحده آمریکا است که در کارولینای شمالی واقع شده‌است.

## خصوصیات
اهو ۱٬۱۴۷ متر بالاتر از سطح دریا واقع شده‌است.